# Trouble in Tahiti

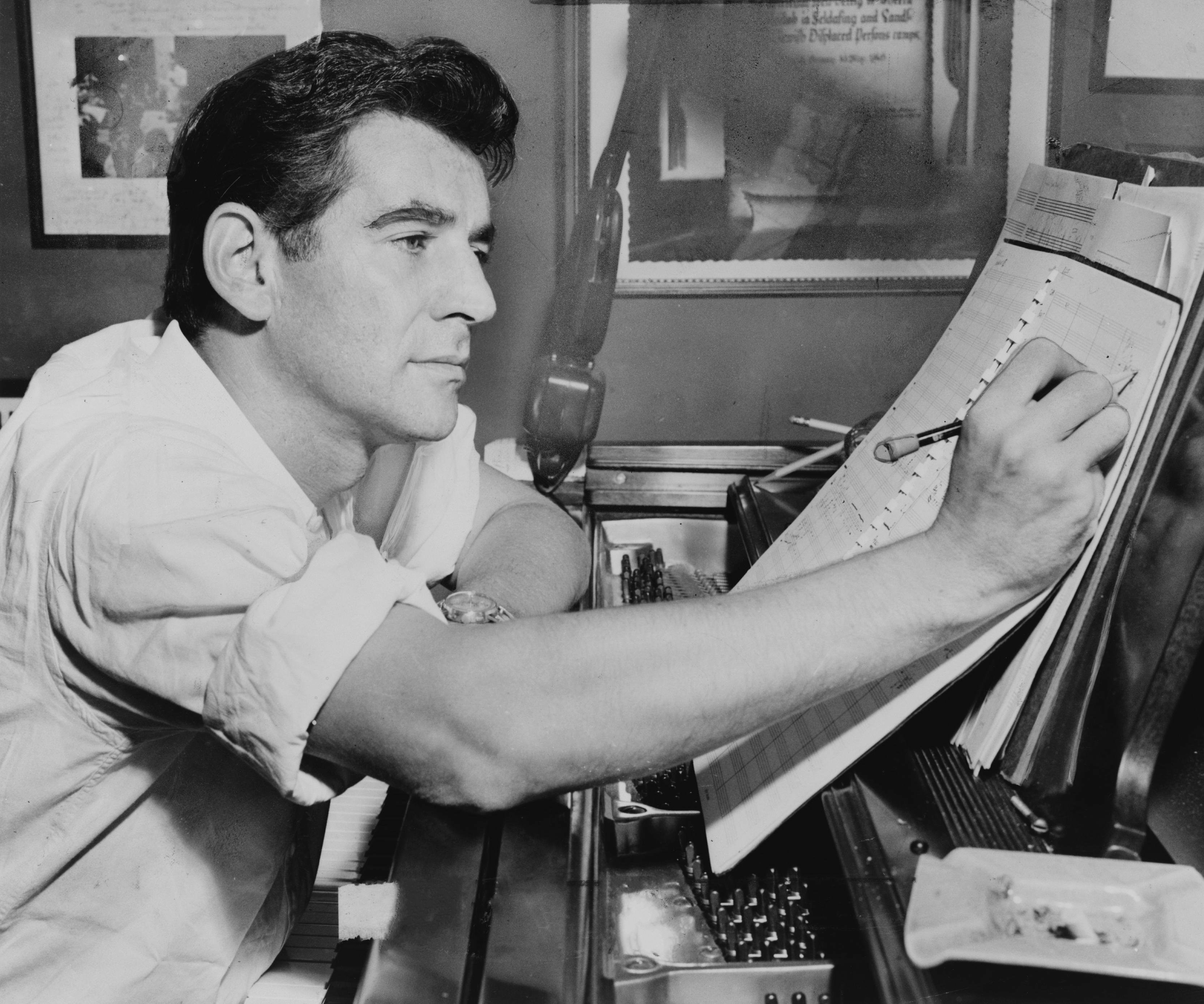
Leonard Bernstein 1955

Trouble in Tahiti är en amerikansk opera i en akt med text och musik av Leonard Bernstein.

## Historia
I sin första opera ironiserar Bernstein över den amerikanska drömmens tillkortakommanden. Delvis påverkad av sina föräldrars stormiga äktenskap visar han på den alienation och hopplöshet han fann i hjärtat hos den amerikanska medelklassfamiljen. Bernstein blandar operamässig vokalteknik med populära musikstilar såsom en doakör som kommenterar händelserna.
Operan hade premiär med tonsättaren som dirigent den 12 juni 1952 i samband med Bernstein's Festival of the Creative Arts vid Brandeis University i Waltham, Massachusetts. Svensk premiär den 4 februari 2012 på Kungliga Operan i Stockholm.

## Personer
- Sam (baryton)
- Dinah, hans hustru (mezzosopran)
- Vokaltrio (sopran, tenor, baryton)

## Handling
Prolog - En vokaltrio beskriver det underbara livet i den amerikanska förorten.
Scen I: Vid frukostbordet - Sam och Dinah äter frukost i sitt perfekta lilla vita förortshus. Stämningen är spänd. Dinah anklagar Sam för att vara otrogen med sin sekreterare, vilket han förnekar. Deras son Junior dyker upp och Dinah påminner Sam om sonens skolpjäs. Sam påpekar då att han har en viktig handbollsmatch och ger motvilligt hustrun pengar till psykologen. De är överens om att samlivet inte är perfekt och kommer överens om att prata ut på kvällen. Ingen av dem vill den andre ont. Sam skyndar iväg till tåget.
Scen II: På kontoret - Sam sitter i telefon med en kund och avvisar dennes önskan om ett lån. Vokaltrion kallar honom för ett geni. När vännen Bill ringer lånar Sam glatt ut en summa pengar. Som av en händelse ska Bill delta i kvällens match. 
Scen III: Hos psykologen - Dinah återberättar en dröm hon haft ("I was standing in a garden"). I drömmen stod hon i en blommande trädgård full av svarta och döda blommor. Hennes far dök upp och bad henne lämna platsen men hon kunde inte. Sedan hörde hon en annan röst som uppmanade henne att med honom fly till en annan trädgård där kärleken blomstrade.
Samtidigt på Sams kontor. Sam frågar sin sekreterare om han verkligen har flörtat med henne. När hon påpekar att så var faller uppmanar han henne att se saken som en olyckshändelse och glömma allt.
Scen IV: På gatan - Sam och Dinah springer av en händelse på varandra ute på gatan. Hellre än att äta lunch med varandra ljuger de om att de ska äta med andra. Sjungande (men inte till varandra) reflekterar de över den olyckliga väg som äktenskapet har gått in på. 
Mellanspel - Vokaltrion besjunger kärlekslivet i förorten och alla materiella saker som hör till.
Scen V: På gymmet - Sam har just vunnit handbollsturneringen. Han sjunger triumferande om manligheten ("There's a law") och om hur en del kämpar av alla krafter för att nå toppen men aldrig kommer dit, medan andra, som han själv, är födda vinnare och alltid kommer att lyckas ("Men are created unequal").
Scen VI: I en hattaffär - Dinah berättar för en person om en romantisk film som utspelas i Söderhavet, "Trouble in Tahiti", som hon just har sett på eftermiddagen. (Senare får vi veta att hon missade sonens skolpjäs.) Först avfärdar hon filmen som dravel. Men när hon återberättar handlingen (What a movie!") och dess titelsång "Island Magic" blir hon upprymd av fantasiflykten som filmen gav. Med ett ryck återvänder hon till verkligheten, samlar sig och förbereder Sams middag.
Scen VII: Hemma vid middagsbordet - Middagen har kallnat innan Sam kommer hem. Innan han går in besjunger han än en gång manlighetens lov. Vokaltrion sjunger om påhittade kvällar av tomtebolycka i förorten. Efter middagen sitter Dinah och stickar medan Sam läser aftontidningen. Sam anser att tiden är mogen för deras samtal och Dinah frågar vad han vill tala om. Sam vet inte var han ska börja. Han anklagar Dinah för att avbryta honom, men hon har inte sagt ett ord. Det är ingen idé, säger han. Sam frågar Dinah om sonens pjäs. Hon bekänner att hon inte heller gick dit och såg den. Han föreslår att de ska gå på bio och se en ny film om Tahiti. Dinah accepterar ("Sure, why not? Anything.") Medan de gör sig klara längtar de båda efter tystnad och gemenskap, undrande om det är möjligt att reparera äktenskapet. För stunden ska de få se lite magi på bioduken. Vokaltrion gör sin sista ironiska kommentar och sjunger filmens titelsång "Island Magic".